# 양조위
양조위(중국어: 梁朝偉 량차오웨이[*], 1962년 6월 27일 ~ )는 홍콩의 배우이자 가수이다. 아시아에서 가장 성공적이고 국제적으로 인정받는 배우 중 한 명으로, TVB 오호대장군에서 "작은 호랑이"로 통하였다. 왕자웨이 감독의 영화 《화양연화》에서의 연기를 인정 받아 칸 영화제 남우주연상을 수상하는 등 다수의 국제 연기상을 수상하였다. CNN이 선정한 "역대 아시아 최고의 배우 25인" 중 한 명으로 선정되기도 하였다.
양조위는 《중경삼림》(1994년), 《해피 투게더》(1997년), 《화양연화》(2000년), 《2046》(2004년), 《일대종사》(2013년)를 포함한 일곱 편의 영화에서 함께 작업한 왕자웨이 감독과의 협업으로 유명하다. 베네치아 영화제에서 황금사자상을 수상한 세 편의 영화 《비정성시》(1989년), 《씨클로》(1995년), 리안 감독 연출의 《색, 계》(2007년)에 출연하였다. 또한, 아카데미상 후보에 오른 영화 《영웅》(2002년), 컬트 고전 《첩혈속집》(1992년), 박스 오피스 흥행작인 《무간도》(2002년)와 《적벽대전: 거대한 전쟁의 시작》(2008년)에도 출연하였다. 이후 마블 시네마틱 유니버스 영화 《샹치와 텐 링즈의 전설》(2021년)에서 웬우 역을 맡아 할리우드에서 두각을 나타내기 시작하였다.
양조위는 1980년대부터 배우 경력을 시작하여 다양한 수상 경력을 보유하고 있다. 《화양연화》로 칸 영화제에서 남우주연상을 수상하였으며, 홍콩 영화 금상장 7회 수상, 금마장 3회 수상으로 남우주연상 부문 최다 수상 기록을 보유하고 있다. 2002년 발간된 《동아시아 영화 스타》에서는 양조위를 "의심할 여지 없이 광범위하고 다양한 필모그래피를 보유한 동세대 홍콩 배우 중 가장 성공적이고 널리 인정받는 배우"라고 설명한다. 2023년 양조위는 중국어권에서 가장 권위 있는 세 개의 영화상인 홍콩 금마장, 대만 금상장, 중국 금계장에서 모두 최우수 남우주연상을 수상하며 '그랜드 슬램'을 달성한 최초의 남자 배우가 되었다. 이는 그의 연기력과 영화계에서의 영향력을 인정받은 결과로, 중화권 영화 산업에서 그의 독보적인 위치를 확고히 하는 성과였다.

## 어린 시절
양조위는 홍콩에서 태어났으며, 가문은 광둥성 타이산을 관향으로 두었다. 어린 시절 그의 부모는 돈 문제로 자주 충돌하였다. 여덟 살 때 도박 중독자 아버지가 가족을 버리고 떠났고 여동생과 함께 홀어머니 밑에서 자라서 장난꾸러기 소년이었던 양조위의 성격은 변하게 되었다.

양조위는 약간 과묵하고 조용한 아이였다. 그는 어린 시절의 경험이 자신의 감정을 솔직하게 표출할 수 있는 연기 경력의 토대가 되었다고 말한다.
영문도 모른 채, 어느 날 갑자기 아버지가 사라졌어요. 그날부터 저는 누구와도 대화하지 않으려고 했습니다. 누군가 가족 얘기를 꺼내면 어찌해야 할 지 몰랐기에 친구들과 이야기하는 게 너무 두려웠습니다. 그래서 매우 고립된 상태가 되었습니다. 연기가 좋은 이유는 오랫동안 표현하지 못했던 모든 감정을 표현할 수 있기 때문입니다. 저는 조용한 사람이에요. 그런데 TV에 나가면 모든 걸 쏟아냈어요. 울어도 창피하지 않았어요. 관객들은 그게 등장인물의 감정이라고 생각하지만, 실제로는 모두 몰아치며 나오는 제 감정인 거죠.
양조위는 사립학교에 다녔으며 경제적 어려움으로 인하여 열다섯 살에 학력을 마친 뒤 삼촌의 식료품점에서 허드렛일을 하였다. 양조위는 행실이 바르고 어머니와 매우 가깝게 지내는 청소년이었다. 그는 《영웅》의 제작 인터뷰에서 혼자 힘으로 두 자식을 키워낸 어머니가 자신이 생각하는 "영웅"의 정의라고 말하였다.

## 텔레비전 배우
양조위는 학업을 그만둔 후 삼촌의 식료품 가게 점원 일을 시작으로 홍콩 쇼핑 센터에서 가전제품 판매원으로 일하는 등 다양한 직업을 전전하였다. 16세 무렵에는 미래의 배우이자 코미디언 주성치를 만나 TVB 오디션 참가 권유를 받고 배우가 되기로 결심하였는데, 둘은 오늘날까지도 좋은 친구 사이로 지내고 있다. 흥미로운 사실은, 애초에 양조위는 자신이 배우가 될 생각을 하지도 않았고 그냥 살고 있었는데 친구인 주성치가 자기가 배우가 될 거니까 같이 배우를 하자며 계속 부추겼으며 그렇게 매양 주성치가 하자는 대로 주성치의 연기 연습에 동참했다. 그 이후 주성치는 양조위를 데리고  텔레비전 채널 TVB가 운영하는 연예인 훈련반 입학 시험장에 가서 같이 시험을 치뤘으나 양조위만 합격하고 주성치는 탈락하는 웃지 못할 일이 일어났다. 하지만 주성치는 재수를 했으며 이후 주성치도 합격했다. 하지만 양조위는 연예인 훈련반을 졸업하자마자 스타덤에 오른 반면 주성치는 7년 동안이나 보조 출연자 생활을 전전한 끝에 뒤늦게 빛을 보게 된다.
1982년, 양조위는 텔레비전 채널 TVB가 운영하는 연예인 훈련반을 졸업하였다. 소년 같은 외모로 인해 TVB는 처음에 그를 어린이 프로그램 《430 우주왕복선》(430穿梭機)의 진행자로 캐스팅하였지만, 곧 《향성낭자》(1982년)를 시작으로 드라마 배역을 맡게 하였다. 그는 《녹정기》(1984년), 《의천도룡기》(1986년) 등 큰 성공을 거둔 황금 시간대 드라마 시리즈에서 주연을 맡으며 빠르게 커리어를 쌓았다. 양조위는 텔레비전 시절 주로 코미디를 즐겼으며, 이를 통해 유명해졌다. 1980년대에는 유덕화, 황르화, 묘교위, 탕진업과 함께 TVB 오호대장군 중 한 명으로 꼽히기도 하였다.
양조위는 1984년 큰 인기를 끌었던 TV 시리즈 《신찰사형》(이후 두 속편과 구분하기 위하여 신찰사형 84로 명명)에 출연하였다. 이 시리즈는 방영 당시 에피소드당 평균 50%의 시청률을 기록하였다. 양조위는 경찰이 되기로 결심한 외향적인 성격의 청년을 연기하였고, 같은 시기에 배우 생활을 시작한 장만옥이 양조위의 위층에 사는 이웃이자 사랑스러운 연인을 연기하였다. 이후 두 사람은 《양가장》(1985년), 《아비정전》(1991년), 《동성서취》(1993년), 《동사서독》(1994년), 《화양연화》(2000년), 《영웅》(2002년), 《2046》(2005년) 등에서 함께 연기하였다. 왕자웨이와의 인터뷰에서 양조위는 장만옥을 자신의 분신과도 같은 절친한 친구라고 생각한다고 말하였다. "만옥은 함께 왈츠를 추기에 정말 강력한 파트너이다. 우리는 서로에게 비밀을 유지하는 것을 좋아하기 때문에 많은 시간을 함께 보내지는 않는다. 나는 그를 볼 때마다 그에 대해 새로운 사실을 발견하곤 한다."
양조위는 TVB 전속 연예인으로 8년간 일한 뒤 1989년 TV 드라마 《협객행》을 마지막으로 영화에 집중하기 위해 방송국을 떠났다.

## 영화 배우

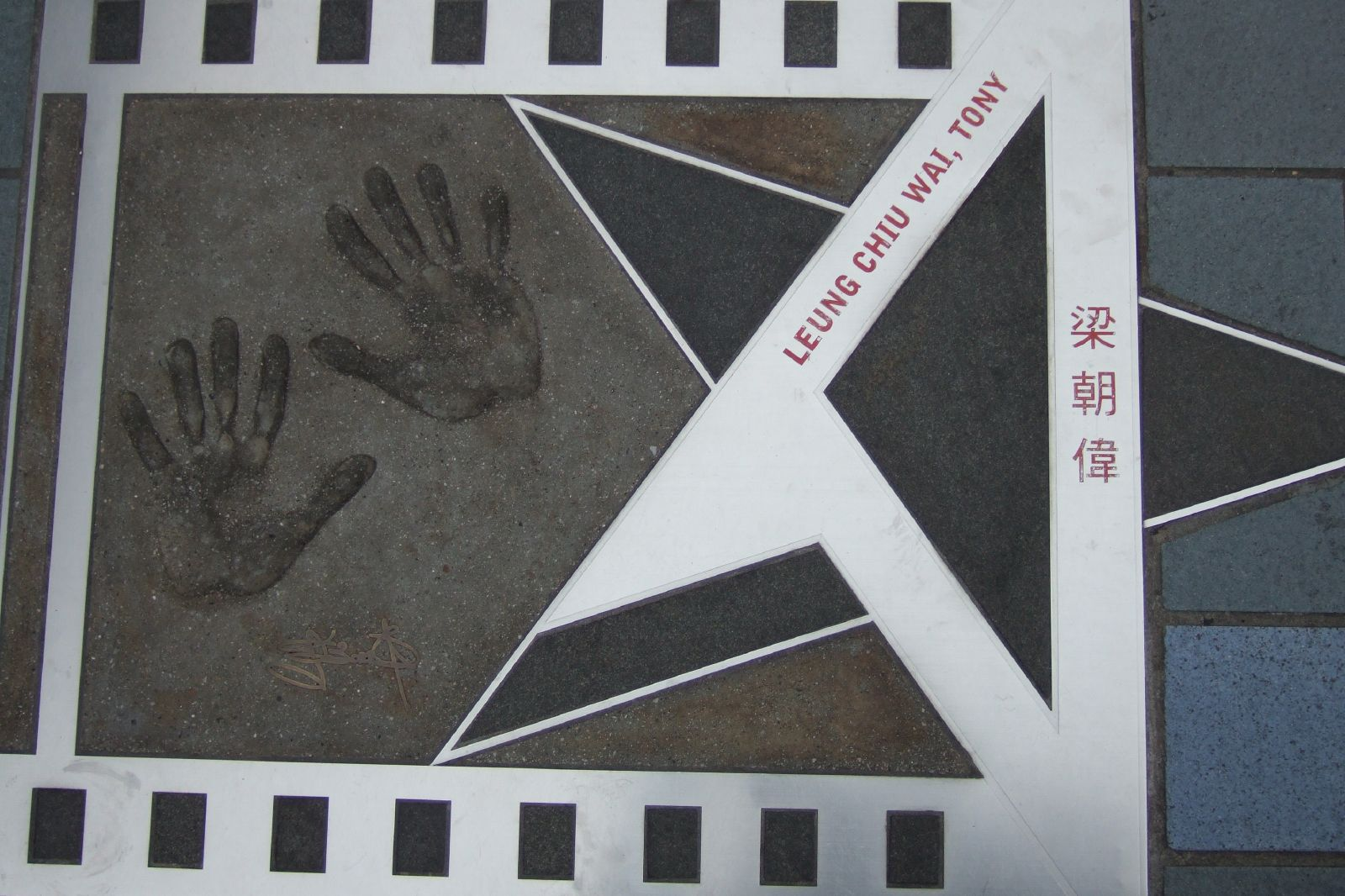
홍콩 성광대도에 남겨진 양조위의 핸드 프린팅과 사인

양조위는 현대 중화권에서 가장 뛰어난 배우로 여겨진다. 그가 처음 국제적 주목을 받은 것은 1989년 허우샤오셴 감독의 《비정성시》에 출연했을 때였다. 이 영화는 베네치아 영화제 황금사자상을 수상했다. 그 이전에 그는 이미 1980년대 중반 홍콩의 TV 프로그램과 영화로 알려져 있었다.
1980년대 후반에서 1990년대 초반 양조위의 TV에서 영화로의 전환기는 그의 경력에서 저조한 시기로 여겨진다. 그는 홍콩 영화상에서 최우수 조연상을 연이어 두 번 수상했으나 영화계에서 주연 배우로 자리매김하는 데 어려움을 겪었다. 1992년, 《첩혈속집》으로 세 번째 조연상 후보에 올랐을 때 양조위는 자신이 영화에서 주연을 맡았다는 이유로 후보 지명을 거부했다. 이러한 그의 항의는 감독 오우삼과 공동 주연 배우 주윤발의 지지를 받았다. 이는 후에 홍콩 영화 금상장이 한 영화에서 복수의 주연상 후보를 허용하도록 규정을 변경하는 계기가 되었다. 양조위는 또한 《아비정전》(1990년) 이전까지 연기에 대한 흥미를 잃고 은퇴를 고려했으나, 왕자웨이 감독과 작업하고 완성된 영화에서 자신의 장면을 본 후 마음이 바뀌었다고 말했다. 그의 경력은 《중경삼림》(1994년)으로 금마장과 금상장에서 동시에 최우수 남우주연상을 수상하면서 새로운 전기를 맞았다. 이는 1984년 리슈셴 이후 두 번째로 이룬 성과였다. 그는 2003년 《무간도》로 이 업적을 다시 한 번 달성했다. 《중경삼림》 이후 양조위는 금상장에서 6번의 최우수 남우주연상, 금마장에서 3번의 최우수 남우주연상, 칸 영화제에서 남우주연상을 수상했다. 2023년에는 《무명》으로 금계장 최우수 남우주연상을 수상하며 중화권 3대 영화상 모두에서 남우주연상을 받은 최초의 인물이 되었다.

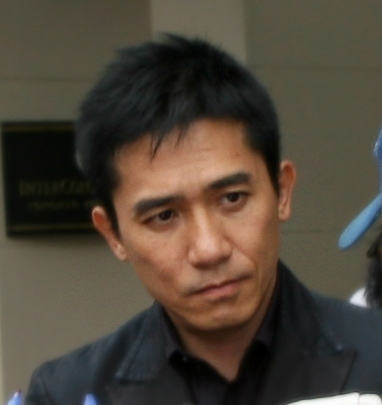
2007년 토론토 국제 영화제에서 양조위

양조위는 종종 왕자웨이 감독과 협업하며 그의 많은 영화에 출연했다. 그의 역할로는 《중경삼림》(1994년)의 외로운 경찰관, 《해피 투게더》(1997년)의 아르헨티나에 사는 동성애자 중국인 이민자, 《화양연화》(2000년)의 자제력 있는 불륜 피해자 등이 있다. 《화양연화》로 그는 칸 영화제 남우주연상을 수상했다. 그는 《2046》(2004년)에서 《화양연화》의 역할을 새로운 주모완으로 재현했고, 왕자웨이의 《일대종사》에서 엽문 역을 위해 5년간 영춘권을 연마했다. 왕자웨이의 제트톤 필름 프로덕션은 2018년까지 오랫동안 양조위의 매니지먼트 에이전시이기도 했다.
왕자웨이와의 작품 외에도 양조위는 베네치아 영화제 황금사자상을 수상한 세 편의 영화 《비정성시》(1989년), 《씨클로》(1995년), 《색, 계》(2007년)에 출연하며 예술영화계에서의 명성을 굳건히 했다. 그는 또한 베네치아 영화제에서 명예 황금사자상을 받은 최초의 중국인 배우가 되었다. 2014년에는 제64회 베를린 국제 영화제의 심사위원으로 활동했으며, 2017년에는 영화 예술 과학 아카데미의 회원으로 초청받았다. 2022년에는 제27회 부산국제영화제에서 올해의 아시아영화인상을 수상했다. 로버트 드니로와 브래드 피트는 그의 작품의 팬이며, 《타임스》는 양조위를 아시아의 클라크 게이블이라고 칭했다. 그는 또한 리 그랜트에 비유되거나 여러 할리우드 A급 스타들을 합친 것 같다는 평가를 받기도 했다.
양조위는 메소드 연기자로 널리 알려져 있다. 그는 초기 TV 역할부터 시작해 종종 캐릭터와 자신을 분리하는 데 어려움을 겪는다고 말했다. 그는 보통 심리적으로 부담이 큰 역할을 맡은 후 회복을 위해 긴 휴식을 취하며, 수년이 지난 후에도 캐릭터의 흔적이 그의 내면에 남아있다고 한다. 그는 아내 유가령의 목소리가 그를 현실로 돌아오게 한다고 말했다.
양조위는 자신이 편안한 영역에 머물며 익숙한 팀 및 영화 제작자들과 일하는 경향이 있음을 인정한다. 그의 경력 동안 그는 왕자웨이 감독과 8번(《파도인》 포함), 오우삼 감독과 3번, 얼퉁성 감독과 3번, 허우샤오셴 감독과 2번 작업했다. 또한 《무간도》의 제작진(류웨이창, 맥조휘, 장문강)과 다른 세 편의 영화 《상성: 상처받은 도시》(2006년), 《청풍자》(2012년), 《골드핑거》(2023년)에서 작업했다. 최근 들어 양조위는 더 모험적이 되어 새로운 것을 시도하려는 의지를 보이고 있다. 이는 새로운 감독들과의 협업과 그의 첫 할리우드 역할을 포함한다.
2001년 《센스 오브 시네마》와의 인터뷰에서 양조위는 할리우드 데뷔 계획은 없지만 적절한 프로젝트라면 고려해 보겠다고 말했다. 그는 "홍콩에서는 내가 연기할 수 있는 캐릭터의 선택의 폭이 훨씬 넓다. 할리우드 영화에서 아시아 배우들의 역할은 매우 제한적이다."라고 말했다. 2005년, 양조위는 할리우드 영화에 출연할 의도로 미국 에이전트와 계약을 맺었다. 2019년 샌디에이고 코믹콘에서 프로듀서 케빈 파이기는 양조위가 《샹치와 텐 링즈의 전설》에서 빌런으로 마블 시네마틱 유니버스에 합류할 것이라고 발표했으며, 이 작품이 그의 할리우드 데뷔작이 되었다. 양조위가 연기한 웬우 캐릭터는 푸 만추와 만다린을 합성한 캐릭터이다. 이 영화는 2021년에 개봉되었으며 그의 연기는 세계적으로 극찬을 받았다.
양조위는 또한 1990년대에 성공적인 캔터팝과 만도팝 가수 경력을 가졌으나, 연기에 집중하기 위해 이를 포기했다. 그는 여전히 가끔 자신의 영화를 위해 노래를 부르는데, 유덕화와 함께 부른 《무간도》의 주제가는 2003년 톱 10 곡 중 하나이며 제22회 홍콩 영화 금상장에서 최우수 영화 주제가상을 수상했다.
영화 《영웅》의 홍보 기간 동안, 홍콩의 일부 평론가들은 양조위가 천안문 광장 시위 진압이 안정을 유지하기 위해 필요했다는 견해를 표명했다고 주장했다. 이에 대해 양조위는 자신의 말이 잘못 인용되었거나 문맥에서 벗어나 해석되었을 수 있다고 단 한 번 언급했다.
양조위는 광동어, 영어, 표준 중국어를 구사한다. 《색, 계》(2007년)는 그가 표준 중국어를 사용하는 역할에서 자신의 목소리를 직접 사용한 첫 영화이며(《영웅》에서는 더빙 처리), 《샹치와 텐 링즈의 전설》(2021년)은 그의 첫 영어 연기 역할이다.
2023년 양조위는 청얼 감독의 제2차 세계대전 스파이 스릴러 《무명》과 유덕화와 함께 출연한 범죄 드라마 《골드핑거》에 주연으로 출연했다. 《골드핑거》는 2003년 《무간도 III: 종극무간》 이후 두 배우의 첫 번째 협업이다. 또한 뉴진스의 "Cool With You" 뮤직비디오에 카메오로 출연했다.
양조위는 헝가리 영화감독 에네디 일디코와 함께 그의 첫 유럽 영화 《사일런트 프렌드》를 제작할 계획이다.

## 사생활

### 인간관계
양조위는 1982년부터 1988년까지 TVB 동료 배우 증화청과 공개적으로 연애와 이별을 반복했다. 1986년, 그들의 이별 기간 중 한 시기에 양조위는 당시 《의천도룡기》의 공동 출연자였던 여미한과 잠시 데이트를 했다가 증화청과 다시 합쳤다. 양조위와 증화청은 1988년을 마지막으로 결별했고, 그는 1989년부터 유가령과 연인 관계를 유지해왔다.

#### 유가령

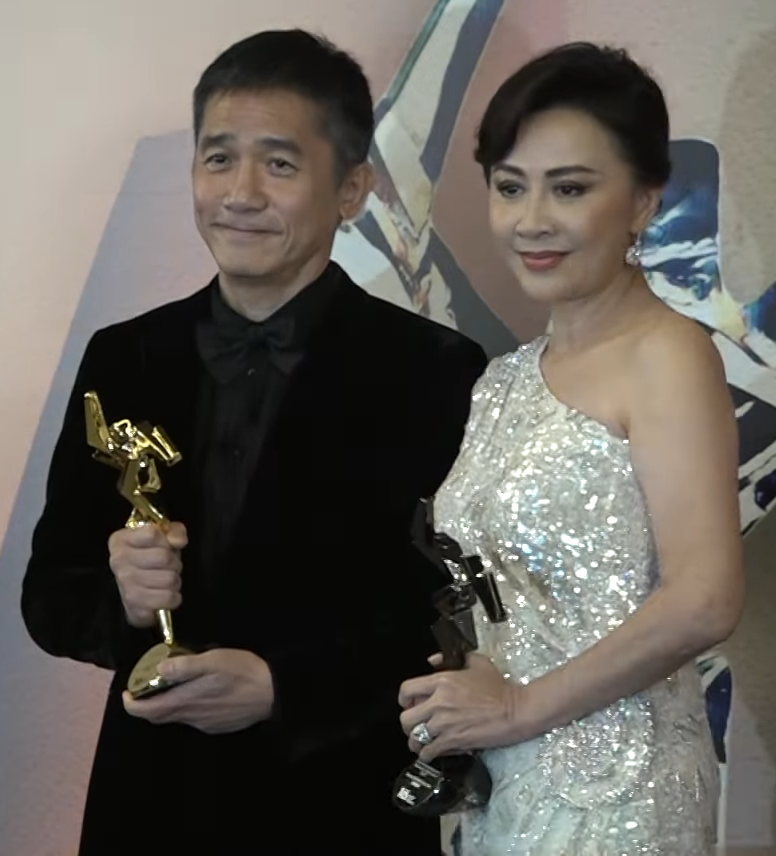
양조위는 배우 유가령과 결혼했다(2023년 사진).

양조위와 유가령은 홍콩에서 가장 유명한 연예인 커플 중 하나이다. 그들은 1989년 홍콩 연극 《라이어》에서 함께 작업한 후 연인 관계를 시작했고, 19년간의 연애 끝에 2008년 부탄에서 결혼했다. 그들은 1984년 《재판인》 이후로 서로를 알고 있었으며, 《녹정기》(1984년), 《신찰사형》(1984년, 1985년, 1988년), 《양가장》(1985년), 《아비정전》(1991년), 《신난형난제》(1993년), 《동사서독》(1994년), 《2046》(2005년) 등에서도 함께 출연했다.
1990년, 《아비정전》 촬영 중 유가령이 몇 시간 동안 납치되는 사건이 있었다. 양조위는 그녀와 더 많은 시간을 보내기 위해 영화에서 하차했다. 왕자웨이 감독은 "원래 《아비정전》 1편과 2편이 계획되어 있었고, 양조위가 출연하는 시퀀스는 2편의 오프닝 장면이 될 예정이었다. 그러나 두 가지 일이 일어났는데, 하나는 《아비정전》이 홍콩에서 흥행에 실패해서 제작자들이 '2편은 없다'고 했고, 다른 하나는 유가령의 납치 사건이었다."라고 말했다.
2008년 7월 21일, 두 사람은 부탄에서 결혼했다. 결혼식은 왕자웨이 감독이 연출했으며, 왕페이, 리야펑, 임청하, 엽동, 디룽, 장첸 등 많은 유명인사들이 참석했다. 이 행사는 홍콩 미디어의 큰 관심을 받았으며, 미디어 회사들은 결혼식을 취재하기 위해 수십만 달러를 지출했다.
《명보》에 따르면, 왕페이와 리야펑이 2007년 양조위와 유가령을 인도로 데려가 제17대 까마빠를 만나게 했다고 한다. 까마빠의 조언이 그들의 관계 위기를 해결하는 데 도움을 주었고, 그는 또한 부탄을 결혼 장소로 제안했다.

### 종교
양조위는 불교 신자이다. 그는 불교 기관 건립에 기부를 하고, 불교 의식으로 결혼식을 올렸으며, 불교 모임에 참석하고, 불교식 합장 인사를 하는 모습이 목격되었다. 그는 부탄의 불교 영화 《헤마 헤마: 기다리는 동안 노래를 불러주오》(2016년)에 무보수로 출연했다. 2016년, 그는 티베트 망명정부 구성원들이 참석한 인도의 한 의식에 참석한 모습이 목격되어 중국 관리들의 불만을 샀다.

## 출연작품

### 영화
- 파도인
- 몬스터 헌트2
- 파이브 데몬 트렙스
- 왕자웨이,3색 로맨스
- 동사서독 리덕스
- 강호대폭풍
- 지하철
- 호문야연
- 암화
- 신난형난제
- 마화정
- 아비와아기
- 영웅
- 첩혈가두
- 씨클로
- 신 유성호접검
- 아비정전
- 천왕
- 국부 손중산
- 1905
- 대마술사
- 청풍자 - 아병 역
- 유럽공략
- 천하무쌍
- 빅타임
- 해상화
- 인민영웅
- 살수호접몽
- 유망의생
- 해피 투게더
- 색,계
- 2046
- 첩혈속집 - 앨런 역
- 상성 : 상처받은 도시 - 유정희 역
- 무간도 - 진영인 역
- 무간도3 : 종극무간 - 진영인 역
- 동거남녀 - 통재 역
- 동경공략 - 귀인 역
- 적벽대전 -주유역
- 적벽대전2 - 주유 역
- 동사서독 - 맹인무사 역
- 천녀유혼3 - 십방 역
- 화양연화 - 차우 역
- 동성서취 - 구양봉 역
- 중경삼림 - 경찰633 역
- 비정성시 - 문청 역
- 일대종사 - 엽문 역
- 중환영웅 - 호걸 역
- 초시공애 - 제갈공명
- 사랑은 방울방울 - 마수인
- 블라인드로맨스
- 서울공략
- 선학신침
- 대풍광

| 연도 | 제목                  | 원제                                      | 배역    | 비고 |
| ---- | --------------------- | ----------------------------------------- | ------- | ---- |
| 2021 | 샹치와 텐 링즈의 전설 | Shang-Chi and the Legend of the Ten Rings | 쑤 웬우 |      |
| 2023 | 무명                  | 無名                                      |         |      |
| 2023 | 풍재기시              | 風再起時                                  |         |      |
| 2023 | 골드핑거              | 金手指                                    | 청이옌  |      |

### 드라마
- 의천도룡기 - 장무기 역
- 녹정기 - 위소보 역
- 절대쌍교 - 강소어(소어아) 역
- 협객행 - 석중옥, 석포천 역
- 대운하 - 규염객 역
- 양가장- 양칠랑 역
- 신찰사형
- 신찰사형속집
- 대도회
- 북두쌍웅
- 천강재신
- 향성낭자
- 엽응
- 계절
- 천룡팔부
- 소걸아

## 음악활동
| 앨범                                          | 언어                 | 발행일 및 수록곡 |
| --------------------------------------------- | -------------------- | --- |
| 《몽롱야우리朦朧夜雨裡》                      | 광동어               | 1986년 |
| 《수원誰願》                                  | 광동어               | 1987년 |
| 《아심중유애我心中有愛》                      | 【 보통화 】         | 1989년 |
| 《난이망기적니難以忘記的你》                  | 광동어               | 1993년 1. 朦朧夜雨裡 2. 潮流由我创 3. 迷惘 4. 情改变 5. 点头说可以 6. mr lonely 7. 未出现空间 8. 冷水千杯 9. 没法抗拒你的爱 10. 从心底想你 |
| 《일천일점애련一天一點愛戀》                  | 【 보통화 】         | 1993년 한국발매 1. 躲开你的眼睛 2. 我会伤了你的心 3. 一天一点爱恋 4. 不言不语也可以温柔 5. 我不是好情人 6. 只怪当时 7. 爱到世界末日后 8. 你是如此难以忘记 9. 凡塵俗世裡的夢 10. 情深处回头 |
| 《일생일심一生一心 (梁朝偉EP)》               | 【보통화/광동어 】   | 1994년 1. 一生一心 광동어 2. 一天一点爱恋(Unplugged Version) 보통화 3. 一生一心（机场版）광동어 4. 你是如此难以忘记(Blue Version) 보통화 5. 一生一心(Instrumental) |
| 《위정소곤為情所困》                          | 【 보통화 】         | 1994년 한국발매 1. 为情所困 2. 沧桑 3. 因为我不放心 4. 人都会变 5. 旧爱新伤 6. 伤心的情人 7. 只怕留不住你 8. 不流泪的舞台 9. 预谋 10. 昨夜情深 |
| 《일여야日與夜》                              | 광동어               | 1994년 1. 其实我怕爱上你 2. 没痛苦 3. 没结果偏遇上 4. 旁观者的故事 5. 一切为你好 6. 追梦人 7. 过去四分零五秒 8. 爱情酿的酒 9. 原来不懂得恋爱 10. 马德里的情人 |
| 《종전...이후從前…以後》                      | 광동어               | 1995년 1. 病人 2. 从前 3. 初恋 4. 今夜星光依然闪烁 5. 一切是个梦 6. 水塘 7. 无风的晚上 8. 的士高 9. 肉体关系 10. 出海 11. 我喜欢不喜欢 12. 不走不珍 13. 香口珠 14. 最珍惜仍然是你 15. 故事的名字 16. 草地灑水機 17. 看破红尘 18. 医生 |
| 《착재다정錯在多情》                          | 【 보통화】          | [1995년] 1. 爱只是一个字 2. 用情最深的人 3. 单人床 4. 何必清楚 5. 错在多情 6. 心碎边缘 7. 冲突 8. 苦衷 9. 还好多喝了一点 10. 只要星光依旧灿烂 |
| 《난이망기정가정선難以忘記情歌精選》          | 【 보통화／광동어 】 | 1996년 1. 你是如此難以忘記 2. 一天一點愛戀 3. 為情所困 4. 只怕留不住妳 5. 我會傷了你的心 6. 傷心的情人 7. 滄桑 8. 偷偷愛你 9. 最珍惜仍然是你 10. 一生一心 11. 獨奏悲歌 12. 無限次 13. 原來不懂得戀愛 14. 馬德里的情人 15. 其實我怕愛上你 |
| 《(當男朋友愛上）男朋友》-雷頌德 / V.O.梁朝偉 |                      | 1997년 |
| 《양조위정선후梁朝偉精選後》                  | 【 보통화／광동어 】 | 2000년 1. 你是如此难以忘记 보통화 2. 一天一点爱恋 보통화 3. 为情所困 보통화 4. 沧桑 보통화 5. 偷偷爱你 광동어 6. 一生一心 광동어 7. 无限次 광동어 8. 独奏悲歌 광동어 9. 从前 광동어 10. 单人床 보통화 11. 错在多情보통화 12. 没结果偏遇上 광동어 13. 过去四分零五秒 광동어 14. 看破红尘 광동어 15. 故事的名字 광동어 16. 因为我不放心 보통화 17. 不走不珍惜 광동어 |
| 《화양연화 OST（豪華版）》EP                  | 보통화               | 2000년 1. 花样年华 - 양조위/오은기 2. 应该看过 3. 挑逗 4. 面对面 |
| 《梁朝偉眼中的花樣年華（瘋狂慶功版）》        | 【보통화 】          | 2000年 |
| 《풍사風沙》                                  | 【 보통화／광동어 】 | 2002년 1. 风沙 보통화 2. 名字 보통화 3. 无间道（보통화판）- 양조위／유덕화（무간도 주제곡)보통화 4. 最后一支舞 보통화 5. 问号 보통화 6. 我很需要你 - 양조위/양천화보통화 7. 趁幸福毁灭之前 보통화 8. 这次是真的 보통화 9. 明星 광동어 10. 无间道 - 양조위／유덕화（무간도 광동어판 주제곡）광동어 11. 有爱错无放过 - 양조위/양천화 광동어                          |
| 《영화 지하철OST地下鐵電影音樂原聲大碟》      | 【 광동어 】         | 2004년 |
| 〈猜情人〉- 양조위/저우쉰                     | 보통화               | 2011년 |

## 수상기록

### 영화수상
- 1987년 《인민영웅》 홍콩 금상장 남우조연상
- 1989년 《살수호접몽》 홍콩 금상장 남우조연상
- 1994년 《중경삼림》 홍콩 금상장 남우주연상, 대만금마장 남우주연상
- 1995년 《유망의생》 홍콩 금자형장 남우주연상
- 1997년 《해피 투게더》 홍콩 금상장 남우주연상, 홍콩 금자형장 남우주연상
- 2000년 《화양연화》 홍콩 금상장 남우주연상, 칸 영화제 남우주연상
- 2002년 《무간도》 대만 금마장, 홍콩 금상장, 홍콩 금자형장 남우주연상
- 2004년 《2046》 홍콩 금상장, 홍콩 금자형장, 홍콩영화평론가상 남우주연상
- 2007년 《색, 계》 대만금마장 남우주연상, 아시안 필름 어워드 남우주연상
- 2022년 제27회 부산국제영화제 올해의 아시아영화인상

### 음악 수상
- 1994년《你是如此難以忘記》십대중문금곡 국어부문 최우수상
- 2000년《梁朝偉眼中的花樣年華》제1회스프라이트 전국음악상
- 2002년《花樣年華》제3회음악풍운방 최우수ost

## 같이 보기
- 주윤발
- 양가휘
- 유덕화